# Abyssale vlakte

Schematisch overzicht van de overgang tussen continent en oceaan

Abyssale vlaktes zijn de vlakke diepere gebieden van de bodem van de oceanen. Abyssale vlaktes vormen ongeveer 40% van het totale oppervlakte van de oceaanbodems ter wereld en liggen op dieptes tussen de 2200 en 5500 m onder zeeniveau. Abyssale vlaktes worden begrensd door continentale verheffingen, mid-oceanische ruggen of oceanische troggen. Ze hebben zeer weinig reliëf en behoren tot de slechtst verkende delen van het aardoppervlak.

## Geologie
De lage en vlakke topografie van de abyssale vlaktes wordt gevormd door oceanische korst. Deze wordt volgens de theorie van platentektoniek aangemaakt door vulkanisme op de mid-oceanische ruggen. Naarmate de oceanische korst verder van de rug afligt is ze ouder en daardoor verder afgekoeld, waardoor de dichtheid toeneemt. Volgens het principe van isostasie zinkt de koelere oceanische korst daarom dieper weg. Dit veroorzaakt de diepe ligging van het grootste deel van de oceaanbodem.
Hoewel oceanische korst wanneer ze gevormd wordt bij een mid-oceanische rug zeer oneffen is, worden hoogteverschillen uitgewist omdat de vulkanische gesteenten (vooral basalt in de vorm van kussenlava's) in de loop der tijd afgedekt worden met een laag fijn diepzeesediment, vooral klei en silt. Deze sedimenten zijn afkomstig van troebelingsstromen die vanaf de continentale marges over de oceaanbodem stromen, van zeer fijne stofdeeltjes die uit de atmosfeer in het water terechtkomen of van afstervende organismen (voornamelijk plankton) uit de hogere delen van de waterkolom. In ver van het land afgelegen gebieden kan de snelheid van sedimentatie slechts twee centimeter per duizend jaar bedragen. 
De oceaanbodem van de abyssale vlakten bevat veel mangaanknollen, die ontstaan door het neerslaan van metalen uit het zeewater. Ook andere metalen als ijzer, nikkel, kobalt en koper zijn in grote hoeveelheden aanwezig. Vanwege de grote diepte is het economisch niet mogelijk deze grondstofvoorraden te winnen.

## Leven
De oceaanbodem van de abyssale vlaktes is vanwege de diepte in totale duisternis gehuld zodat geen fotosynthese mogelijk is. De temperatuur van het water is er rond de 0 graden Celsius. Voedsel voor organismen is alleen aanwezig in de vorm van uit hogere delen van de waterkolom neerdwarrelend detritus. Desondanks komt er op de oceaanbodem veel leven voor. Soorten Archaea die extremofiel worden genoemd zijn bestand tegen de hoge druk, lage temperatuur en de totale duisternis. Zulke organismen zijn chemotroof, ze halen hun energie uit het omzetten van chemische stoffen in plaats van uit energie van de Zon. Hoger in de voedselketen komen bioluminescente levensvormen voor.